# ميغيل أراوخو
ميجيل أرواخو (بالإسبانية: Miguel Araujo)‏ (24 أكتوبر 1994 ليما بيرو - ) هو لاعب كرة قدم بيروفي، يلعب كمدافع، شارك في كأس العالم 2018.

## روابط خارجية
- ميغيل أراوخو على موقع الدوري الأمريكي (الإنجليزية)
- ميغيل أراوخو على موقع قاعدة بيانات كرة القدم.إي يو (الإنجليزية)
- ميغيل أراوخو على موقع ناشيونال فوتبول تيمز (الإنجليزية)
- ميغيل أراوخو على موقع Soccerway.com (الإنجليزية)
- ميغيل أراوخو على موقع عالم كرة القدم.نت (الإنجليزية)
- ميغيل أراوخو على موقع AS.com (الإسبانية)